# Pazardzjik (oblast)
Pazardzjik är ett (oblast) i södra Bulgarien med en yta på 4 458 km² och 257 965 invånare (2017). Huvudstad i regionen är staden med samma namn. Pazardzjik är uppkallat efter turkiska Tatar Pazardjik som betyder "en liten tatarsk marknad".
Kommunerna i regionen är Batak, Belovo, Bratsigovo, Lesitjovo, Panagjurisjte, Pazardzjik, Pesjtera, Rakitovo, Septemvri, Sărnitsa, Streltja och Velingrad.